# سوترا باتيرا
سوترا پاتيرا هو انخفاض بارز على تيتان أكبر أقمار زحل، كان يُعرف سابقًا باسم سوترا فاكولا؛ تمت الموافقة على الاسم الحالي في 19 ديسمبر 2012. من المحتمل أن يكون كالديرا بركان بارد حجمها 1.7 كـم (1.1 ميل) وعمقها 30 كـم (19 ميل)، وهو يقع شرق أكبر بركان بارد مفترض على تيتان جبل دووم 1.45 كـم (0.90 ميل). سوترا پاتيرا هي أكبر هوة معروفة على تيتان. تمت تسميته على اسم جزر سوترا في النرويج.